# Anisodes mesocupha
Anisodes mesocupha là một loài bướm đêm trong họ Geometridae.